# Infosys
Infosys Limited je indická nadnárodní společnost v oblasti informačních technologií, která poskytuje služby v oblasti podnikového poradenství, informačních technologií a outsourcingu. Společnost byla založena v Puné a sídlí v Bengalúru. Podle údajů o tržbách za rok 2020 je Infosys druhou největší indickou IT společností po Tata Consultancy Services a podle žebříčku Forbes Global 2000 je 602. největší veřejnou společností na světě.
Zakladatelem společnosti je indický miliardář N. R. Narayana Murthy, jehož dcerou je Akshata Murtyová, manželka britského premiéra Rishiho Sunaka.
Dne 24. srpna 2021 se společnost Infosys stala čtvrtou indickou společností, jejíž tržní kapitalizace překročila 100 miliard dolarů.